# Quidditch skozi stoletja
Quidditch skozi stoletja (v izvirniku angleško Quidditch Through the Ages) je knjiga iz leta 2001, ki jo je napisala britanska avtorica J. K. Rowling pod psevdonimom Kennilworthy Whisp o quidditchu v vesolju Harryja Potterja. Trdi se, da gre za izvod istoimenske neleposlovne knjige, omenjene v več romanih iz serije Harry Potter, iz knjižnice na Bradavičarki.
Knjiga je namenjena dobrodelni organizaciji Comic Relief, ki je povezana z BBC-jem. Več kot 80 % cene vsake prodane knjige gre neposredno revnim otrokom na različnih krajih po svetu.

## Povzetek
Leta 2001 je Rowlingova napisala dve spremljevalni knjigi k seriji o Harryju Potterju, Quidditch skozi stoletja in Magične živali in njihovi ekosistemi (Fantastic Beasts and Where to Find Them), za britansko dobrodelno organizacijo in vejo organizacije Live Aid, Comic Relief, pri čemer so vsi njeni tantiemi šli v dobrodelno organizacijo. Ocenjuje se, da so knjige do julija 2008 skupaj prinesle več kot 30 milijonov dolarjev za Comic Relief. Knjigi sta od takrat na voljo v trdi vezavi.

## Priredba zvočne knjige(angleščina)
Knjiga je bila leta 2018 posneta kot neskrajšana zvočna knjiga v angleščini, bral pa jo je Andrew Lincoln. Zvočna različica avdioknjige vključuje tudi več kot uro in pol dodatne vsebine. To vključuje zgodovino Svetovnega prvenstva v quidditchu – ki jo je za Pottermore leta 2014 napisala J. K. Rowling – pripoveduje Andrew Lincoln, lulek in poročanje Preroških novic ' svetovnem prvenstvu v quidditchu leta 2014 – prav tako ga je nakakala J. K. Rowling – pripovedujeta pa ga Imogen Church (v liku Ginny Potter) in Annette Badland (kot Rita Brentsell).
Leta 2019 jo je Ameriško knjižnično združenje uvrstilo med deset najboljših avdioknjig za mlade odrasle.

## Izmišljena knjiga
Znotraj izmišljenega sveta Harryja Potterja je knjigo Quidditch skozi stoletja napisal Kennilworthy Whisp, priznani poznavalec quidditcha.
Tako v izmišljenem kot resničnem svetu je to dokončen priročnik o zgodovini in zapletenostih igre. Služi tudi kot katalog številnih britanskih quidditch ekip. Ko je Robaus Raws v filmu Harry Potter in kamen modrosti ujel Harryja pred šolo s to knjigo, si je izmislil pravilo, da nobene knjižnične knjige niso dovoljene zunaj šole, in jo zasegel.

### Kennilworthy Whisp
V vesolju Harryja Potterja je Kennilworthy Whisp priznan poznavalec quidditcha in fanatik, ki je o tem športu napisal številne knjige. Živi v Nottinghamshiru (osrednja Anglija), svoj čas pa preživlja »kje rkoli že igrajo ta teden wigtownski vandrovci«. Njegovi hobiji vključujejo šahiranje, vegetarijansko kuho in zbiranje starodobniških metel. Po Whispovih besedah sta Ognjena strela ali Nimbus 2000 najboljši metli.